# ماساكازو أشيدا
ماساكازو أشيدا (باليابانية: 鷲田 雅一) (15 نوفمبر 1978 في فوكوي في اليابان – )؛ هو لاعب كرة قدم ياباني سابق كان يلعب كمدافع.

## وصلات خارجية
- ماساكازو أشيدا على موقع رابطة كرة القدم اليابانية للمحترفين (اليابانية)
- ماساكازو أشيدا على موقع قاعدة بيانات كرة القدم.إي يو (الإنجليزية)
- ماساكازو أشيدا على موقع عالم كرة القدم.نت (الإنجليزية)